# رالف كولينز
رالف كولينز (بالإنجليزية: Ralph Collins)‏ (1 يناير 1933 - ) هو مدرب كرة قدم ولاعب كرة قدم بريطاني في مركز الظهير.